# Арнольд Мвуемба
Арнольд Мвуемба (фр. Arnold Mvuemba, нар. 28 січня 1985, Алансон) — французький футболіст конголезького походження, півзахисник клубу «Лор'ян».

## Клубна кар'єра
Вихованець футбольного клубу «Ренн». Дебютував в першій команді «Ренна» 17 січня 2004 року у матчі Ліги 1 проти «Сошо». 4 лютого 2006 року півзахисник забив єдиний гол за час виступів у «Ренні» (у ворота Гійома Вармю з «Монако». У складі «Ренна» Мвуемба відіграв три з половиною сезони.
У січні 2007 року півзахисник був відданий в оренду клубу Англійської Прем'єр-ліги «Портсмуту». Вперше зіграв за нову команду 25 лютого 2007 року в матчі з «Блекберн Роверз». 9 квітня того ж року півзахисник забив гол у ворота «Вотфорда» з передачі Гері О'Ніла. Після закінчення сезону «Портсмут» викупив трансфер гравця. За англійську команду Арнольд Мвуемба виступав ще 2 сезони і в 2008 році у складі клубу став володарем національного кубка. В сезоні 2008/09 футболіст брав участь в кубку УЄФА, зіграв на турнірі 4 матчі та забив гол у ворота німецького «Вольфсбурга» 4 грудня 2008 року. Після закінчення сезону півзахисник повернувся в Лігу 1їв клуб «Лор'ян».
За «мерлуз» Мвуемба провів перший матч 19 серпня 2009 року в чемпіонаті проти «Лілля». Гол, забитий півзахисником в ворота «Парі Сен-Жермена» 26 вересня 2009 року, став першим для нього в складі клубу. За «Лор'ян» Арнольд Мвуемба виступав до свого переходу в ліонський «Олімпік» у вересні 2012 року і зіграв за команду у різних турнірах 123 матчі, в яких забив 10 голів.
За «Ліон» півзахисник дебютував 16 вересня 2012 року в матчі з «Аяччо». Перший гол за команду Арнольд Мвуемба забив 24 лютого 2013 року у ворота свого колишнього одноклубника Фаб'єна Одара з «Лор'яна». Наразі встиг відіграти за команду з Ліона 22 матчі в національному чемпіонаті.

## Виступи за збірні
Арнольд Мвуемба виступав за юнацькі збірні Франції до 17 і до 18 років. В 2005–2006 роках півзахисник провів 4 матчі за молодіжну збірну.
За першу збірну Франції не виступав, але 2005 року зіграв 1 матч за збірну Демократичної Республіки Конго. В травні 2011 року Мвуемба заявив, що не збирається більше грати за збірну Конго і чекає виклику зі штабу збірної Франції, країни, в якій він народився.

## Титули і досягнення
- Володар Кубка Англії (1):

«Портсмут»: 2007-08